# Pyrenochaeta
Pyrenochaeta is een geslacht van schimmels behorend tot de onderklasse Pleosporomycetidae. De typesoort is Pyrenochaeta nobilis.

## Soorten
Het geslacht Pyrenochaeta bestaat uit 86 soorten (peildatum maart 2024):  
| Soortnaam                    | Auteur(s)                              | Publicatiejaar |
| ---------------------------- | -------------------------------------- | -------------- |
| Pyrenochaeta abutilonis      | R.S. Mathur, S.C. Verma & L.S. Chauhan | 1964           |
| Pyrenochaeta achyranthis     | R.S. Mathur, L.S. Chauhan & S.C. Verma | 1964           |
| Pyrenochaeta amaranthi       | Purkay. & Mallik                       | 1975           |
| Pyrenochaeta anthyllidis     | Manoliu & Mítítíuc                     | 1976           |
| Pyrenochaeta apiicola        | Laib.                                  | 1914           |
| Pyrenochaeta argentinensis   | Speg.                                  | 1926           |
| Pyrenochaeta aristolochiae   | Speg.                                  | 1910           |
| Pyrenochaeta asarina         | Naumov                                 | 1915           |
| Pyrenochaeta brachylasia     | Kirschst.                              | 1939           |
| Pyrenochaeta cajani          | R.A. Singh & Pavgi                     | 1965           |
| Pyrenochaeta calligoni       | Kravtzev                               | 1961           |
| Pyrenochaeta capparicola     | L.S. Chauhan & S.C. Verma              | 1971           |
| Pyrenochaeta caraganae       | Vasyag.                                | 1964           |
| Pyrenochaeta caucasica       | Woron.                                 | 1915           |
| Pyrenochaeta centaureae      | Voglino                                | 1908           |
| Pyrenochaeta cerastii        | Bondartseva                            | 1960           |
| Pyrenochaeta cereicola       | Speg.                                  | 1910           |
| Pyrenochaeta clithridis      | Moesz                                  | 1918           |
| Pyrenochaeta congensis       | Beeli                                  | 1923           |
| Pyrenochaeta convolvuli      | Bubák & Picb.                          | 1937           |
| Pyrenochaeta crotalariae     | Rao & Solank.                          | 1971           |
| Pyrenochaeta dalbergiae      | S. Ahmad                               | 1972           |
| Pyrenochaeta darjeelingensis | Shreem. & Bilgrami                     | 1974           |
| Pyrenochaeta desmodii        | L.S. Chauhan & S.C. Verma              | 1971           |
| Pyrenochaeta diedickeana     | Trotter                                | 1931           |
| Pyrenochaeta elodeae         | Orshansk.                              | 1915           |
| Pyrenochaeta elymi           | R. Sprague                             | 1948           |
| Pyrenochaeta eremuri         | Annal.                                 | 1972           |
| Pyrenochaeta erysimi         | Hollós                                 | 1906           |
| Pyrenochaeta erysiphoides    | Sacc.                                  | 1906           |
| Pyrenochaeta fallax          | Bres.                                  | 1905           |
| Pyrenochaeta ferulae         | Vasyag.                                | 1968           |
| Pyrenochaeta filarszkyi      | Bubák                                  | 1907           |
| Pyrenochaeta fraxinina       | Fairm.                                 | 1913           |
| Pyrenochaeta geasteris       | Hollós                                 | 1907           |
| Pyrenochaeta gentianae       | Chevassut                              | 1965           |
| Pyrenochaeta gentianicola    | Ts. Watan.                             | 1995           |
| Pyrenochaeta globosa         | Ts. Watan.                             | 1992           |
| Pyrenochaeta graminis        | Ellis & Everh.                         | 1897           |
| Pyrenochaeta grewiae         | S. Ahmad                               | 1971           |
| Pyrenochaeta gymnocladi      | Caball.                                | 1929           |
| Pyrenochaeta halleriana      | Gonz. Frag.                            | 1917           |
| Pyrenochaeta helicina        | Alcalde                                | 1945           |
| Pyrenochaeta humicola        | Oudem.                                 | 1904           |
| Pyrenochaeta ingrata         | Udagawa & Toyaz.                       | 2002           |
| Pyrenochaeta jaapii          | Died.                                  | 1915           |
| Pyrenochaeta jaczewskii      | Negru                                  | 1963           |
| Pyrenochaeta kuznetzoviana   | Schwarzman                             | 1961           |
| Pyrenochaeta ligni-putridi   | T.N. Sieber                            | 1995           |
| Pyrenochaeta lupini          | Sibilia                                | 1929           |
| Pyrenochaeta magna           | Curzi                                  | 1927           |
| Pyrenochaeta mali            | M.A. Sm.                               | 1963           |
| Pyrenochaeta mitteriellae    | V.P. Sahni                             | 1966           |
| Pyrenochaeta nipponica       | Hara                                   | 1918           |
| Pyrenochaeta nobilis         | De Not.                                | 1849           |
| Pyrenochaeta nucinata        | Fairm.                                 | 1921           |
| Pyrenochaeta oligotricha     | Dias & Sousa da Câmara                 | 1952           |
| Pyrenochaeta orchidophila    | Speg.                                  | 1910           |
| Pyrenochaeta origani         | S. Ahmad                               | 1964           |
| Pyrenochaeta oryzae          | Shirai ex I. Miyake                    | 1910           |
| Pyrenochaeta oxalidis        | Melnik                                 | 1966           |
| Pyrenochaeta pampeana        | Speg.                                  | 1926           |
| Pyrenochaeta parasitica      | K. Freyer & Aa                         | 1975           |
| Pyrenochaeta penniseti       | J. Kranz                               | 1969           |
| Pyrenochaeta phlogis         | Massee                                 | 1910           |
| Pyrenochaeta pinicola        | Crous                                  | 2014           |
| Pyrenochaeta putaminis       | Kirschst.                              | 1944           |
| Pyrenochaeta radulescui      | Docea                                  | 1968           |
| Pyrenochaeta robiniana       | J.V. Almeida & Sousa da Câmara         | 1905           |
| Pyrenochaeta rosella         | McAlpine                               | 1902           |
| Pyrenochaeta rubi-idaei      | Cavara                                 | 1899           |
| Pyrenochaeta rubtzovii       | Gucevi?                                | 1974           |
| Pyrenochaeta saccardoana     | Peyronel                               | 1913           |
| Pyrenochaeta saccharina      | S. Ahmad                               | 1971           |
| Pyrenochaeta salviae         | Annal.                                 | 1977           |
| Pyrenochaeta sparsibarba     | Petch                                  | 1925           |
| Pyrenochaeta spinaciae       | Verona & Negru                         | 1966           |
| Pyrenochaeta spinicola       | Speg.                                  | 1902           |
| Pyrenochaeta tanaceti        | Hollós                                 | 1926           |
| Pyrenochaeta tandonii        | G.P. Agarwal & Hasija                  | 1961           |
| Pyrenochaeta urenae          | R.S. Mathur & R.P. Singh               | 1966           |
| Pyrenochaeta vanillae        | Verwoerd & du Plessis                  | 1933           |
| Pyrenochaeta vexans          | Syd. & P. Syd.                         | 1909           |
| Pyrenochaeta violae          | Bondartsev                             | 1921           |
| Pyrenochaeta xanthoriae      | Diederich                              | 1990           |
| Pyrenochaeta ziziphina       | S. Ahmad                               | 1969           |